# Districtul Rivière du Rempart
Rivière du Rempart  este un district  în   statul Mauritius. Reședința sa este orașul Poudre d'Or.